# Anne Joséphine Quintin de Kercadio
Anne Joséphine Quintin de Kercadio née le 23 juin 1779 à Bréhand et morte le 10 septembre 1824 à Saint-Denis est une personnalité française de la chouannerie bretonne.

## Biographie
Fille unique de François Joseph Quintin (1743-1785), seigneur de Kercadio, et de Charlotte Jeanne Le Bottey (1742-1821), Anne Joséphine Quintin de Kercadio a six ans à la mort de son père et reste seule avec sa mère et les domestiques au manoir de la Ville-Louët à Bréhand.
En 1794, sa mère est arrêtée une première fois comme suspecte, mais malgré son insistance, elle ne peut obtenir que sa fille âgée de quinze ans l'accompagne à la maison d'arrêt de Lamballe, et doit la laisser à la garde de  ses trois domestiques. Mais une fois libérée, elle continua de demeurer dans cette ville, peut être en liberté surveillée. Le 24 décembre 1794 ou 4 nivôse an III, sur un ordre émanant de la municipalité de Saint-Brieuc une troupe armée pénètre dans son appartement pour une perquisition qui ne donna pas de résultat, mais elle fut tout de même accusée de faire circuler de faux assignats, chose qu'elle nia farouchement. C'est en fait un des domestiques de la Ville-Louët qui vint faire des achats assez conséquents dans plusieurs magasins de Saint-Brieuc et que l'on pensait fait pour le compte de Madame de Kercadio ou sa fille. L'instruction du dossier suivit son cours et un détachement du 60e régiment fut dépêché au manoir de la Ville-Louët pour une nouvelle fouille. Là furent saisis de nombreux faux assignats sur la personne de deux domestiques qui furent arrêtés.
Lors de cette visite domiciliaire, Anne Joséphine tenta de fuir par le jardin en même temps que Louis Chantrel, chef Chouan qui, se voyant pris, jeta dans les buissons une paire de pistolets qu'il portait sur lui. Ce dernier montra un passeport en règle avec la signature du général Jean Joseph Amable Humbert (1767-1823) on lui remit ses papiers et ses armes, et fut relâché. Joséphine de Kercadio refusa de signer le procès verbal et l'enveloppe où les assignats saisis étaient enfermés. Elle arracha même une pièce du dossier des mains du citoyen Lavergne, ce qui provoqua une déchirure du document. Les officiers firent preuve d'indulgence et elle fut laissée au manoir. Le capitaine Dubreuil à la tête de ses hommes reprit le chemin de Lamballe, lorsqu'il fut interpellé par un émissaire de Boishardy lui faisant savoir qu'il désirait lui parler. Ce dernier ayant accepté les deux hommes échangèrent des informations que les commissaires de la République ignoraient, puis parla de la perquisition à la Ville-Louët, se porta garant de l'innocence de Joséphine de Kercadio, ajoutant que si l'on attaquait mademoiselle de Kercadio, il regarderait cette agression comme une rupture du traité et qu'il avait rassemblé des hommes pour combattre ceux qui voudraient l'enlever. Après avoir envoyé une longue lettre au district de Saint-Brieuc les poursuites envers mademoiselle de Kercadio cessèrent. Mais sa mère fut à nouveau poursuivie, ainsi que sa domestique Marie-Anne Le Roy, et Jean Le Mée son jardinier ; le jugement du 6 février 1795 (18 pluviôse an III) prononça leur acquittement.
Joséphine de Kercadio rentra à Lamballe, et un dénommé Pierre Quintin de Kercadio fut libéré en même temps qu'elle. Joséphine de Kercadio continua d'habiter le manoir de la Ville-Louët où Boishardy lui rendit de nombreuses visites. C'est lors d'une des entrevues du général Louis Michel Auguste Thévenet dit Danican, Louis Chantereau, Pierre Dezoteux de Cormatin (1753-1812) et Lazare Hoche du 30 mars 1795 que fut signé le traité de la Jaunaie.
Le 20 avril 1795 est conclu à Rennes le traité de la Mabilais qui sera brisé le 27 mai 1795. C'est à partir de ce moment que Boishardy accompagné de Joséphine de Kercadio fut traqué par les troupes révolutionnaires. Boishardy, proscrit, est insaisissable, se cachant entre Pommeret, Bréhand et Moncontour au gré de ses nombreuses amitiés. Il est surnommé « le Sorcier » par les républicains.
Le 17 juin 1795 (29 prairial an III), elle est avec lui lorsqu'ils furent surpris au milieu de la nuit par un détachement de dix grenadiers du 4e bataillon de la Gironde, alors qu'ils allaient se marier.

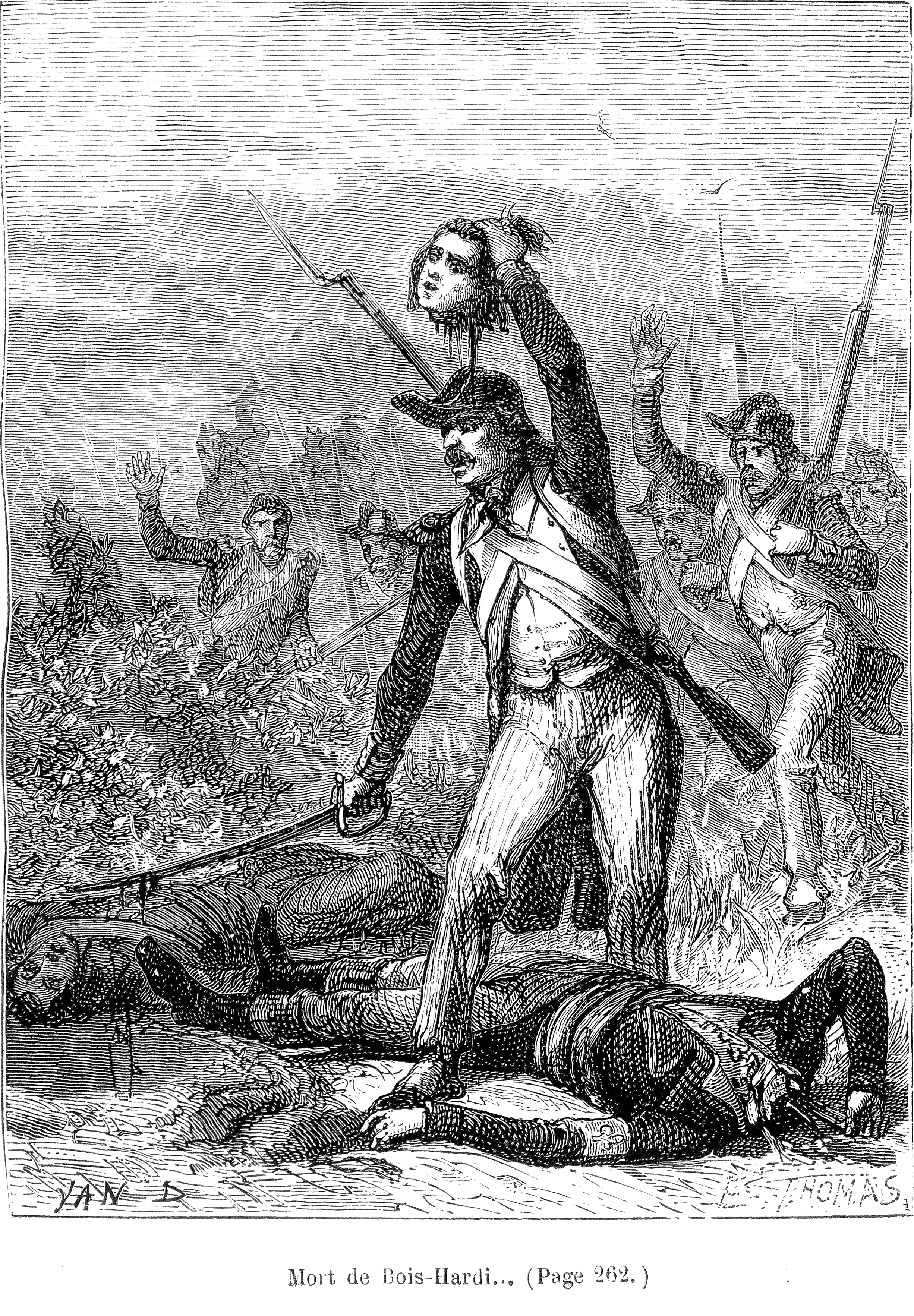
Émile Thomas, La Mort de Boishardy, 1866, gravure d'après Yan' Dargent.

Les républicains ayant été instruits qu'il se trouverait le 15 juin 1795 dans son château de Villehemet, une compagnie de grenadiers marcha pour l'y surprendre. Il devait en effet se marier dans la nuit du 16 au 17 juin. Il fut trahi par un jeune homme qu'il avait recueilli. Boishardy s'aperçut trop tard de la trahison ; il voulut fuir et confia mademoiselle de Kercadio à deux compagnons d'armes, l'aubergiste Jacques Villemain et l'officier Louis Joseph Hervé du Lorin, en leur donnant rendez-vous au château de Boscénit dans la commune de Saint-Gilles-du-Méné. Les grenadiers le poursuivirent à coups de fusil ; il fut atteint et achevé à coups de sabre par deux soldats sur la route de Bréhand à Moncontour, près de la chapelle Saint-Malo en présence de Joséphine Quentin de Kercadio. Sa tête décapitée fut promenée dans les rues de Lamballe et de Moncontour puis jetée dans l'étang de Launay. Les deux assassins seront très légèrement punis. Plus tard, l'étang fut asséché et le crâne de Boishardy retrouvé ; il repose désormais au cimetière de Maroué.

### Vie privée
- Anne Joséphine Quintin de Kercadio a une relation avec Amateur-Jérôme Le Bras des Forges de Boishardy (1762-1795), cadet de l'école militaire de Pontlevoy, colonel de la Division de Lamballe et Moncontour de l' Armée catholique et royale des Côtes-du-Nord. Relation sans postérité.
- Elle épouse le 17 février 1797 l'officier de l'Armée catholique et royale, Louis Joseph Hervé (1778-1839), sieur du Lorin (Lorrain) en Plénée-Jugon, à l'église de Plœuc-sur-Lié[2].

## Héraldique
« D'argent au lion morné de sable accompagné de trois molettes de même »